# Kieron Freeman
Kieron Samuel Freeman (* 21. März 1992 in Nottingham) ist ein walisischer Fußballspieler, der aktuell beim FC Portsmouth in England unter Vertrag steht.

## Karriere
Der aus der eigenen Jugend stammende Kieron Freeman absolvierte sein erstes Pflichtspiel für Nottingham Forest am 23. August 2011 in der zweiten Runde des League Cup beim 4:1-Auswärtserfolg über die Wycombe Wanderers. Am 4. November 2011 wechselte er auf Leihbasis zum englischen Fünftligisten Mansfield Town. Bis zum 4. Januar 2012 bestritt er neun Ligaspiele für die Mannschaft aus Mansfield.
Kurz nach seiner Rückkehr zu Forest bestritt er am 7. Januar in der dritten Runde des FA Cup 2011/12 im heimischen City Ground beim 0:0 gegen Leicester City sein zweites Pflichtspiel. Am 13. Januar wechselte er auf Leihbasis zum Stadtrivalen Notts County in die drittklassige Football League One und kam einen Tag später gegen den AFC Bournemouth zu seinem ersten Spiel in der Football League. Freeman wurde im Februar 2012 zum besten Nachwuchsspieler des Monats der Football League gewählt.
Am 22. August 2012 unterschrieb er einen Zweijahresvertrag beim Ligarivalen Derby County. Im November 2013 wechselte er erneut auf Leihbasis zu Notts County. Im Januar 2015 wechselte Freeman zum Drittligisten Sheffield United. 2015/16 wurde er kurzzeitig zum FC Portsmouth ausgeliehen, kehrte danach aber zu Sheffield United zurück, wo er zahlreiche Pflichtspiele absolvierte. Nachdem dort sein Vertrag 2020 geendet war, spielte er 2021 kurzzeitig bei Swindon Town und – ohne Einsatz – bei Swansea City. Mitte Juli 2021 kehrte er nach Portsmouth zurück, wo er einen Zwei-Jahres-Vertrag unterschrieb.